# Пружанский, Аркадий Михайлович
Арка́дий Миха́йлович Пружа́нский (род. 8 июля 1950 год, Черновцы) — российский певец, заслуженный артист России (1992), автор двухтомного словаря «Отечественные певцы. 1755—1917» (1991, 2000; 2-е изд. однотомное 2008).

## Биография
Обучался в музыкальной школе игре на аккордеоне и фортепиано. С 1966 года по 1970 года учился в Черновицком музыкальном училище на хормейстерском отделении. В 1970 году поступил на вокальный факультет Московского государственного музыкально-педагогического института имени Гнесиных (класс народной артистки РСФСР, профессора Натальи Шпиллер), который окончил в 1977 году
С 1972 года по 1992 год являлся солистом Московского камерного хора под руководством Владимира Минина. В симфонических концертах пел под управлением таких дирижёров, как Саулюс Сондецкис, Владимир Спиваков, Владимир Федосеев, Геннадий Рождественский, Арнольд Кац, Михаил Юровский.
Гастролировал в Мексике, Италии, Голландии, Франции, Испании и др. странах. Дает сольные концерты, занимается педагогической деятельностью.
С октября 1992 года живёт с семьёй в Дюссельдорфе, Германия. С 1993 года по 2015 работал в хоре Западногерманского радио (WDR, Кёльн), с которым гастролировал в Нью-Йорке, Вене, Антверпене, Брюсселе, Маастрихте, Париже, Базеле, Амстердаме, Люксембурге и по городам Германии.
C 2011 доцент по вокалу и руководитель студенческого хора в Интернациональной Музыкальной Академии Антона Рубинштейна (Internationale Musikakademie Anton Rubinstein) в Дюссельдорфе. Среди его студентов — молодые певцы из Японии, Южной Кореи, Китая и Гонконга.
4 и 5 ноября 2017 был членом Интернационального вокального конкурса имени Антона Рубинштейна в Дюссельдорфе.

## Научная работа
В течение 17 лет А. М. Пружанский составлял словарь «Отечественные певцы», посвящённый исполнителям царской России (1755—1917), первый том которого был выпущен издательством «Советский композитор» в 1991 году. Второй том был выпущен издательством «Композитор», Москва, в 2000 году.
По мнению рецензента, в этом справочнике

справки даны предельно подробно, начиная от всех артистических имен (во всех браках и все псевдонимы) и кончая списками исполненных партий (в том числе «первые исполнения») и партнёров. Но не только подробности подкупают, а сама манера изложения артистических биографий — с удивлением обнаруживаем, что энциклопедическую справку, оказывается, можно превратить в увлекательную миниатюру о жизни и деятельности артиста.

Работу по составлению словаря «Отечественные певцы» также высоко оценил оперный певец, народный артист СССР Е. Е. Нестеренко, написавший предисловие к изданию.
В 2008 году вышло 2-е издание, однотомное, переработанное и дополненное.